# Flugplatz Cortina d’Ampezzo

i7
i11
i13
Der Flugplatz Cortina d’Ampezzo (ital. Aeroporto di Cortina d’Ampezzo-Fiames “Sant'Anna”) liegt bei Cortina d’Ampezzo in der norditalienischen Region Venetien. Der lange Zeit stillgelegte Flugplatz wird seit 2011 als Heliport auch kommerziell genutzt.

## Lage, Infrastruktur und Nutzung
Der Flugplatz liegt inmitten der Dolomiten, im oberen Valle del Boite, zwischen den Tofanen im Westen und dem Pomagagnon im Osten, rund vier Kilometer nördlich von Cortina bei der Fraktion Fiames, unmittelbar westlich der Strada Statale 51 di Alemagna. Parallel zur Staatsstraße 51 verläuft in Nord-Süd-Richtung die weiterhin stillgelegte, rund 1300 Meter lange asphaltierte Start- und Landebahn 18/36. Auf der Ostseite liegt ein kleines Vorfeld mit kleinen Abfertigungsanlagen und einem Hangar.
Der Flugplatz wurde von dem Unternehmen Esperia Aviation Services wieder hergerichtet. Im Jahr 2011 erhielt es eine dreißigjährige Konzession für den Betrieb des Flugplatzes. Esperia bietet mit eigenen Hubschraubern Lufttaxi-Dienste an, wobei Flüge von und nach Venedig und Mailand sowie Rundflüge in den Dolomiten im Vordergrund stehen. Bei Bedarf werden auch Flüge zu anderen italienischen und ausländischen Zielen durchgeführt. Heliskiing wird von der Gemeindeverwaltung Cortina nicht zugelassen. Der Flugplatz dient auch als Stützpunkt für Rettungshubschrauber. Eine Reaktivierung der Start- und Landebahn ist derzeit nicht vorgesehen.

## Geschichte
Ein erster Flugplatz wurde 1916 wenige Kilometer südlich von Cortina, bei der Ortschaft Campo di Sotto, vom italienischen Militär angelegt. Dabei handelte es sich um einen vorgeschobenen Stützpunkt, der im Ersten Weltkrieg dem Militärflugplatz Belluno zugeordnet war. Schon dieses erste Flugfeld erwies sich wegen der besonderen klimatischen Bedingungen in Cortina als fliegerisch schwierig. Nach dem Krieg wurde das Flugfeld Campo di Sotto wieder aufgegeben.
Im Sommer 1929 versuchte die Fluggesellschaft Transadriatica, Linienverbindungen nach Cortina aufzunehmen, da der Ort in den Dolomiten für Touristen nicht einfach zu erreichen war. Transadriatica verband in jenen Jahren unter anderem Venedig mit München und Wien und wollte Cortina-Campo di Sotto als Zwischenstopp einplanen. Das italienische Luftfahrtministerium stimmte dem zu, wollte aber einen neuen Flugplatz bei Fiames einrichten. Die weitere Entwicklung verlief im Sande, und so wurde das Projekt auch aus finanziellen Gründen 1931 fallen gelassen. Im Jahr 1942 folgte ein weiterer Versuch des Tourismusverbandes von Cortina, einen Flugplatz für die Zeit nach dem Zweiten Weltkrieg errichten zu lassen.
Dieser Versuch geriet anlässlich der 1956 in Cortina ausgetragenen Olympischen Winterspiele wieder ins Bewusstsein. Im Jahr 1958 begann das Unternehmen Aeralpi, am heutigen Standort des Flugplatzes bei Fiames eine Piste entlang der Straße nach Toblach einzurichten. Der Flugplatz wurde 1962 eröffnet. Wegen seiner Lage zwischen zwei Gebirgsmassiven und der schwierigen Windverhältnisse vor Ort konnten hier nur besondere Flugzeugtypen und im Gebirgsflug erfahrene Piloten eingesetzt werden. Aeralpi setzte zunächst Pilatus Porter, Short Skyvan und Twin Otter ein und verband mit diesen Cortina mit Venedig, Mailand (direkt oder über Belluno oder Asiago) und Bozen. Unter den Piloten befand sich ab 1967 Fiorenza de Bernardi, Italiens erste Verkehrspilotin. Nachdem 1967 eine Twin Otter bei Fadalto mit einem Berg kollidiert war (siehe unten bei Zwischenfälle) und 1968 der Hauptaktionär, Cesare Acquarone, in Mexiko umgebracht worden war, stellte die Aeralpi ihren Flugbetrieb ein. Dies galt auch für den Flugplatz Cortina, der in der Zwischenzeit einige Unfälle mit Leichtflugzeugen verzeichnet hatte. Im Jahr 1975 ging Aeralpi nochmals an den Start und verband Cortina wiederum mit Mailand, Venedig und Bozen. Am 31. Mai 1976 stürzte eine Cessna 206 der Aeralpi kurz nach dem Start in Cortina bei sehr schwierigen Windverhältnissen ab, wobei die sechs Insassen ums Leben kamen. Der Flugplatz wurde daraufhin für Starrflügelflugzeuge definitiv geschlossen. Kurze Zeit operierte dort noch das Unternehmen Elidolomiti mit seinen Hubschraubern, dann nutzte man den Flugplatz inklusive der Piste als Parkplatz, insbesondere für Wohnmobile. Es folgten etliche vergebliche Versuche den Flugplatz zu reaktivieren. Im Jahr 1992 starteten von Cortina-Fiames vorübergehend Hubschrauber für Dreharbeiten zum Film „Cliffhanger – Nur die Starken überleben“, dann diente er zwei weitere Jahrzehnte als Parkplatz, bis Esperia die Reaktivierung als Heliport gelang. Der Flugplatz behielt in seiner inaktiven Zeit stets sowohl seinen ICAO-Code LIDI als auch seinen IATA-Code CDF, weswegen er auch als „Geisterflughafen“ oder aeroporto fantasma bezeichnet wurde.

## Zwischenfälle
- Am 11. März 1967 wurde eine de Havilland Canada DHC-6-100 Twin Otter der italienischen Aeralpi (Luftfahrzeugkennzeichen I-CLAI) auf dem Flug von Venedig zu ihrem Heimatflugplatz Cortina d’Ampezzo in einen Berg geflogen. Während des Ausweichflugs zum Flugplatz Belluno, der nach Sichtflugregeln, aber in dichtem Nebel weitergeführt wurde, kollidierte die Maschine in einem Tal nahe dem Fadalto-Pass mit dem 1763 Meter hohen Berg Col Visentin. Bei diesem CFIT (Controlled flight into terrain) wurden 5 der 6 Insassen getötet, beide Piloten und 2 der 3 Passagiere. Dies war der erste tödliche Unfall mit einer DHC-6 Twin Otter und auch der erste Totalschaden.[1]